# Zaragocilla
Zaragocilla es un despoblado de la provincia de Zaragoza (Aragón, España).
 En el término municipal de Olvés.
Se encuentra situado en la sierra de Pardos.